# Canhão de 406 mm/Calibre 50 Mark 7

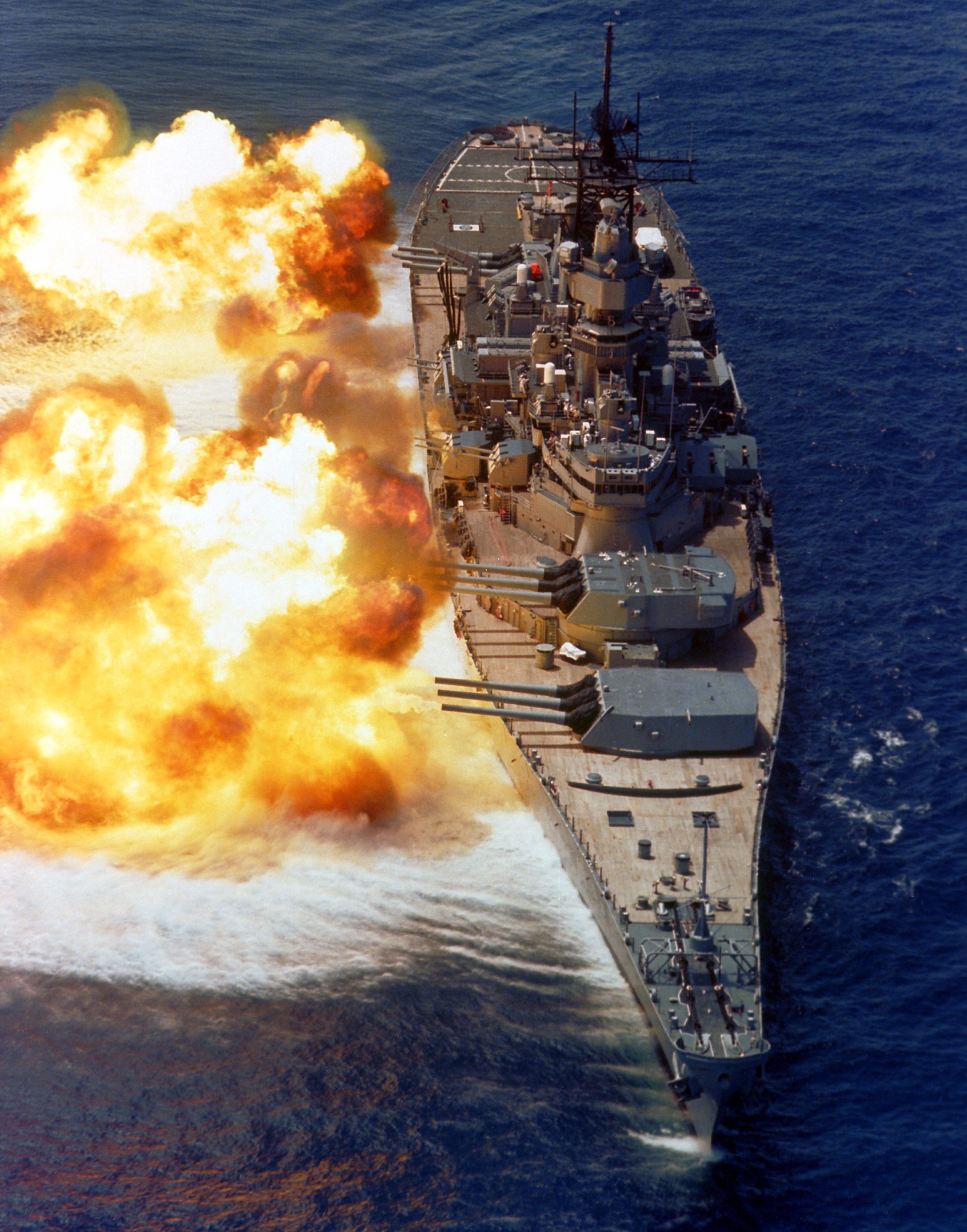
O navio USS Iowa (BB-61) da classe Iowa dispara todos os seus canhões de calibre 16"/50 Mark 7.

Os projéteis de calibre 16"/50 Mark 7 da Marinha dos Estados Unidos eram as munições do armamento principal dos navios de guerra da classe Iowa. Pelo seu poder ela é destacado por muitos como um dos projécteis para navios de guerras mais efetivas já feitas.
Por causa da falta de comunicação durante o design, foi decidido que os navios Classe Iowa iriam usar os projécteis de calibre 16"/50 Mark 2 construídas para os navios da classe South Dakota de 1920. Porém, o Bureau of Construction and Repair assumiu que os navios iriam levar o novo, mais leve e mais compactos projécteis de 16"/50. As novas 16"/50 Mark 7 foram desenvolvidas para resolver esse conflito.